# Kazys Maksvytis
Kazys Maksvytis,  (nacido el 15 de julio de 1977 en Darbėnai, Lituania) es un entrenador de baloncestolituano. Actualmente dirige al Žalgiris Kaunas de la Lietuvos Krepšinio Lyga y es seleccionador de la Selección de baloncesto de Lituania.

## Trayectoria
Maksvytis comenzó su trayectoria en el Aisčiai Kaunas al que dirigió en la temporada 2010-11.
En la siguiente temporada, se convierte en entrenador del BC Sakalai. En 2012 firma por el BC Neptūnas y en su primera temporada guio al equipo al tercer lugar de la Liga de Baloncesto de Lituania. En la temporada 2013-14, Maksvytis logró el segundo lugar en la Liga de Baloncesto de Lituania y ganó el derecho a jugar en la Euroliga.
Tras 3 temporadas en el BC Neptūnas, en diciembre de 2015, Maksvytis fue nombrado entrenador del Lietkabelis Panevėžys. En su segunda temporada en BC Lietkabelis, lograría alcanzar su primera final de LKL, logrando el subcampeonato después de perder 4-1 en la final ante el Žalgiris Kaunas. 
En junio de 2017, Maksvytis regresó a Neptūnas Klaipėda, guiándolos a un tercer puesto en las temporadas 2017-2018 y 2018-19.
El 4 de junio de 2019, Maksvytis firmó como nuevo entrenador del Parma Basket de la VTB United League.
En 2022, Maksvytis dejó el Parma Basket después de tres temporadas de la invasión rusa de Ucrania.
El 11 de abril de 2022, firma por dos temporadas con el Žalgiris Kaunas de la Lietuvos Krepšinio Lyga, sustituyendo a Jure Zdovc.

## Internacional
Fue seleccionador de los equipos juveniles masculinos de Lituania, con los que Maksvytis ganó la medalla de oro en los campeonatos de Europa 2008 (Sub-16), 2010 (Sub-18), 2011 (Sub-19) y 2012 (Sub-20).
El 11 de septiembre de 2021, es nombrado seleccionador absoluto de la Selección de baloncesto de Lituania.